# Le Locle
Le Locle é uma comuna da Suíça, situada no cantão de Neuchâtel. Tem 23,14 km² de área e sua população em 2018 foi estimada em 10.216 habitantes.